# Five Guys

Five Guys全球分店

Five Guys（五兄弟）是美国的一家连锁快餐店，得名于创始人謝利·穆勒（Jerry Murrell）和他的四个儿子，主营漢堡包、熱狗、炸薯条和奶昔，大部分餐厅还提供免费的带壳花生，内部装饰以红白方格瓷砖为特色。Five Guys总部位于美国弗吉尼亚州亚历山德里亚，首家餐厅于1986年在弗吉尼亚州阿灵顿县开业，2002年开始采用加盟連鎖模式。目前除了美国以外，还在全球一系列国家和地区开设有分店。

## 各地分店

### 美国
1986年，首家Five Guys在弗吉尼亚州阿灵顿县开业，创始人謝利·穆勒和珍妮·穆勒（Janie Murrell）夫妇及他们的三个儿子承担了餐厅的全部工作。到2001年，Five Guys在弗吉尼亚州北部开设了5家分店，当时仅为小型家庭汉堡餐厅。2002年，开始采用加盟連鎖模式，进行快速扩张。
到2009年，Five Guys在美国32个州开设了436家分店。
到2022年，Five Guys在美国50个州共开设了近1,400家分店。

### 加拿大
Five Guys于2010年进入加拿大，首家餐厅开设于艾伯塔省梅迪辛哈特。到2013年共开设了13家分店。到2021年共开设了60家分店。

### 英国
2013年，Five Guys在伦敦开设了英国第一家分店。到2016年，在英国拓展到41家分店。

### 香港

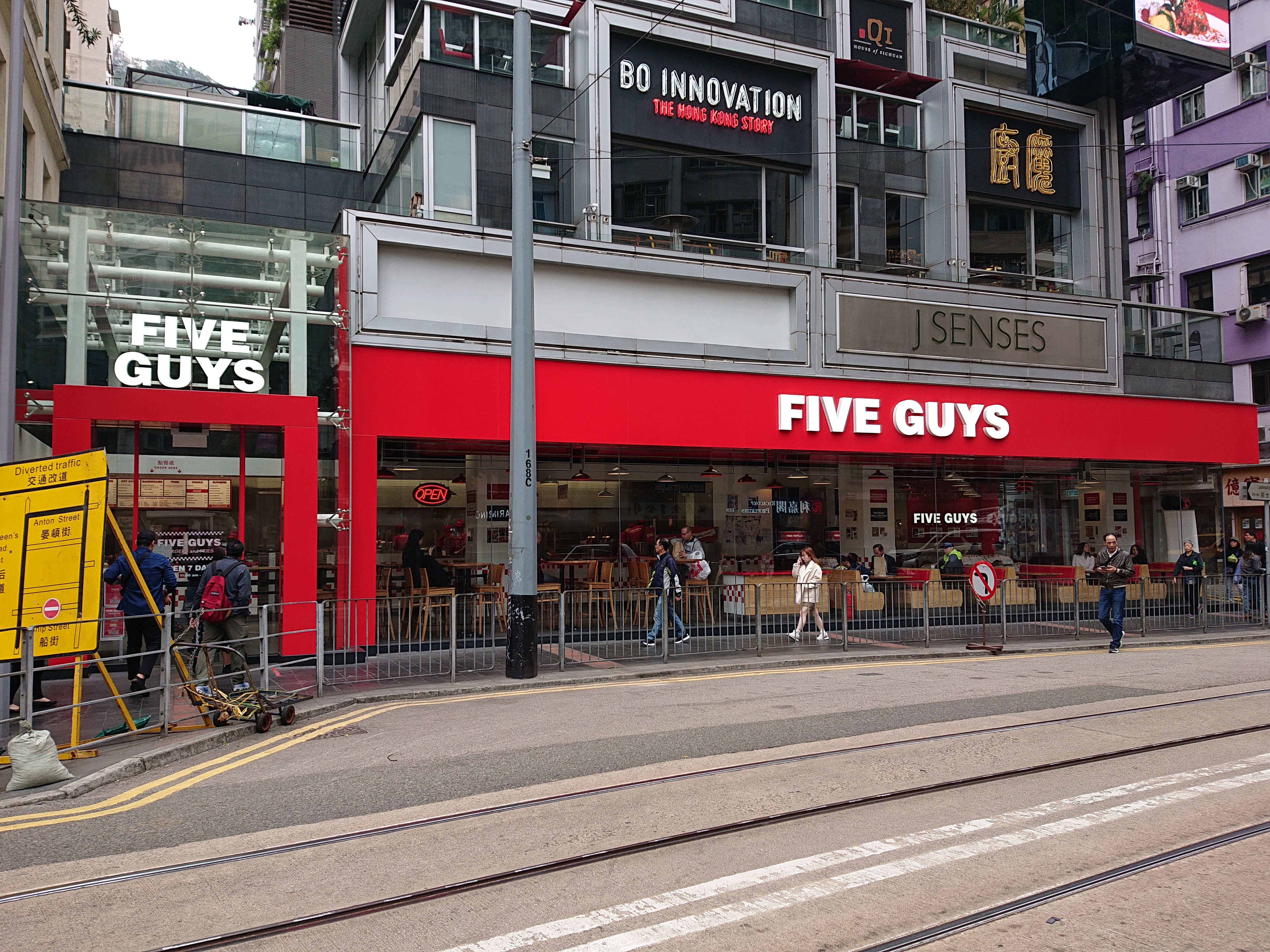
Five Guys在香港灣仔的首家分店，亦是亞洲第一間分店

2018年，Five Guys在香港灣仔嘉薈軒开设了首家分店。到2020年增加到3家分店。到2022年增加到9家分店。

### 中国大陆
2021年，Five Guys在上海淮海中路商圈开设中国大陆首家分店。到2022年增加到5家分店。

### 澳門
2023年，Five Guys在澳門威尼斯人購物中心開設了首家分店。到2024年增加到3家分店。

## 轶事

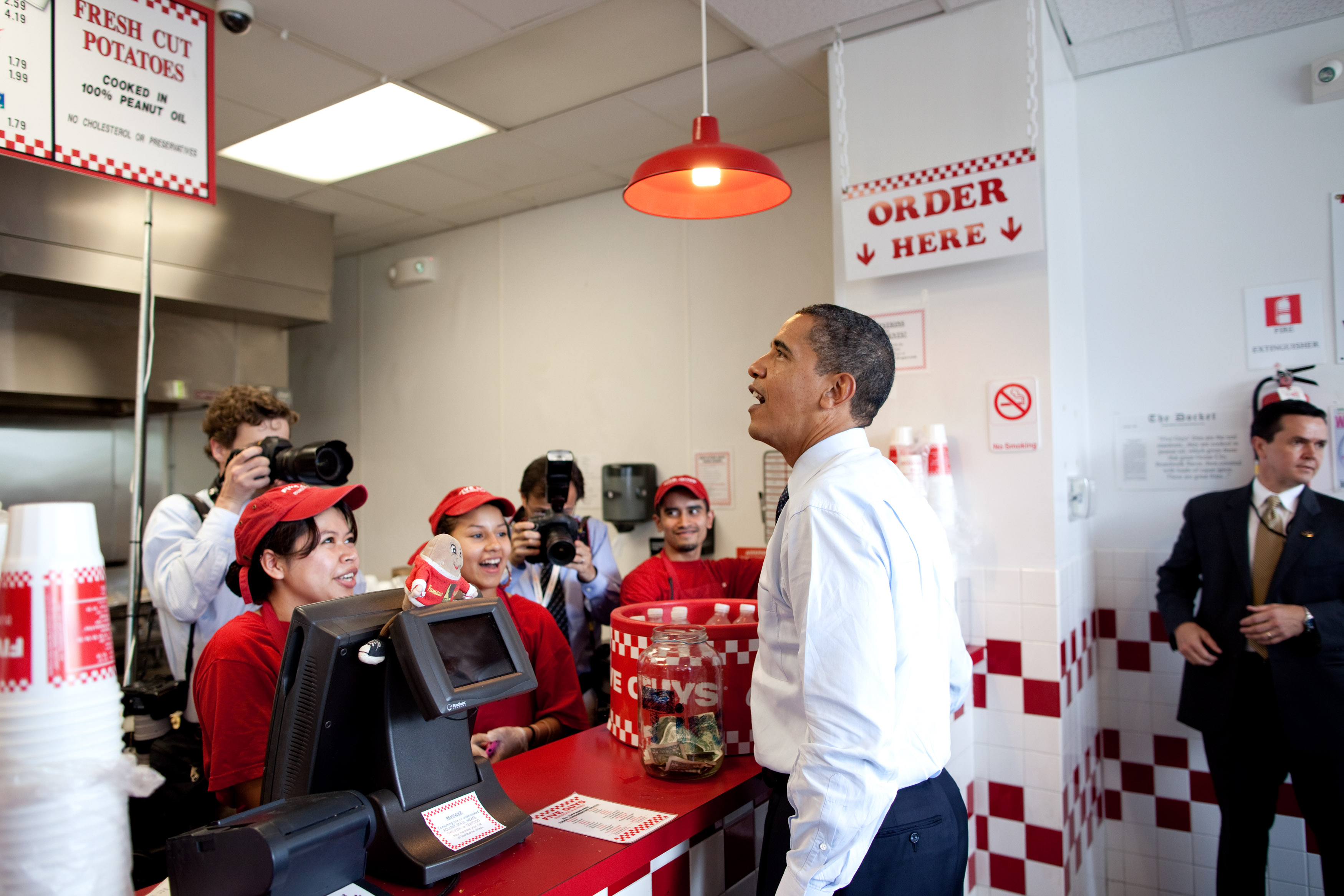
2009年，时任美国总统奥巴马在華盛頓特區的Five Guys點餐。

2009年，时任美国总统奥巴马曾在华盛顿特区一家Five Guys点餐并与顾客交谈。

## 外部連結
- 官方网站
- Five Guys Menu （页面存档备份，存于）